# Губерлинские горы
Губерлинские горы — горный массив на востоке Оренбургской области, в бассейне реки Губерля (правый приток Урала). Южная часть Уральских гор. Название дали участники Оренбургской экспедиции под руководством И. К. Кирилова, основавшей в 1736 г. Губерлинскую крепость. За основу взято наименование р. Губерля.
Губерлинские горы простираются с севера на юг на 70 км. Площадь их составляет около 400 км². Горы сильно изрезаны долиной Губерли, а также логами, оврагами и ущельями её притоков. Глубина некоторых ущелий достигает 80—100 м. Преобладающие высоты составляют 300—400м. Самая высокая вершина — гора Сырт (447м) . В южной части Губерлинские горы переходят в Мугоджары. 
Сложены горы преимущественно туфами, кремнистыми и глинистыми сланцами. На склонах произрастает степная растительность, встречаются мхи и лишайники. В пределах гор имеются месторождения марганцевых, медных, железных и никелевых руд (Аккермановский никелевый рудник), хрома, известняка и других полезных ископаемых.